# Косово (Видинская область)
Косово (болг. Косово) — село в Болгарии. Находится в Видинской области, входит в общину Брегово. Население составляет 434 человека.

## Политическая ситуация
В местном кметстве Косово, в состав которого входит Косово, должность кмета (старосты) исполняет Иван Георгиев Вылчов (коалиция в составе 3 партий: Граждане за европейское развитие Болгарии (ГЕРБ), Национальное движение «Симеон Второй» (НДСВ), Союз демократических сил (СДС)) по результатам выборов правления кметства.
Кмет (мэр) общины Брегово — Милчо Лалов Выков (Болгарская социалистическая партия, БСП) по результатам выборов в правление общины.

## Топографические карты
- Лист карты L-34-XXXV Дробета-Турну-Северин. Масштаб: 1 : 200 000.